# Cladode

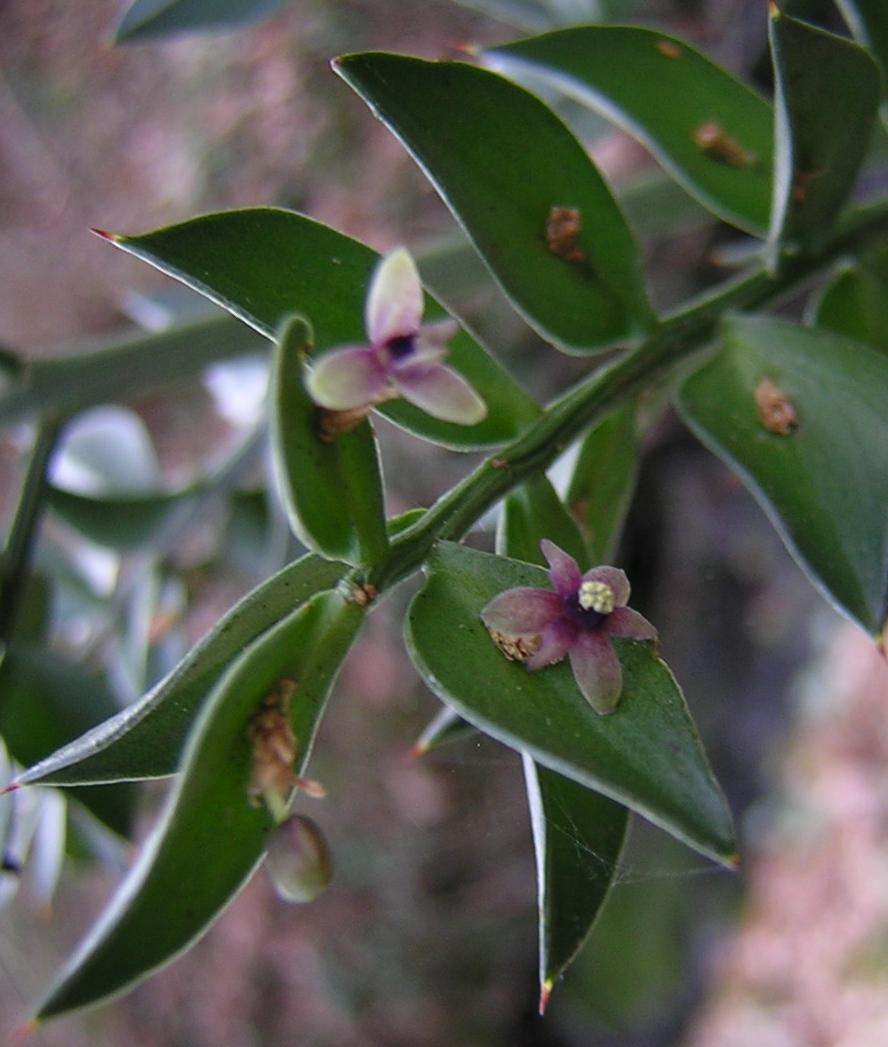
Cladodes fleuris de Fragon faux houx (Ruscus aculeatus).

Un cladode et un phylloclade sont des rameaux spécialisés ayant l'apparence d'une feuille et assurant les mêmes fonctions (photosynthèse et respiration, réserves). Les cladodes sont courts, aplatis et formés d'un seul entrenœud. Les phylloclades sont constitués de plusieurs entrenœuds aplatis,.
Les termes cladode et phylloclade sont formés à partir du grec ancien : κλάδος (klados) « branche » ; -ode, de -ώδης - -ôdês, « qui a une allure de » ; et phyllo, φύλλον (phullon) « feuille ».
Cladodes et phylloclades appartiennent au système caulinaire et présentent des caractéristiques qui les différencient des pièces foliaires : ils sont généralement insérés à l'aisselle d'une feuille (souvent très réduite) et ils peuvent porter des bourgeons. Les cladodes/phylloclades assurant la photosynthèse, les feuilles sont généralement absentes, discrètes ou très réduites, en forme d'écailles ou d'épines plus ou moins aplaties, parfois avec une durée de vie très brève.

## Exemples
Sur les cactus des genres Opuntia et Brasiliopuntia, les articles en forme de « raquette » constituent des cladodes, les feuilles elles-mêmes ayant dégénéré en épines. Lorsque la tige et toutes ses ramifications sont une succession d'articles aplatis, comme chez le Figuier de Barbarie (Opuntia ficus-indica), il s'agit de phylloclades. Quelques autres cactacées épiphytes des genres Schlumbergera, Disocactus ou Epiphyllum ont des cladodes/phylloclades.
Les cladodes larges et aplatis du Fragon faux houx (Ruscus aculeatus) ou de Ruscus hypoglossum imitent parfaitement la forme d'une feuille. Les « vraies » feuilles, en forme de minuscules écailles ou épines situées aux extrémités des cladodes, ne sont pas photosynthétiques.
Chez les espèces du genre Asparagus, la fonction chlorophyllienne est souvent transférée aux tiges. Le « feuillage » est en fait constitué de nombreux petits cladodes plats ou cylindriques (asperge).
Les phylloclades articulés d'Homalocladium platycladum (en) (Muehlenbeckia platyclada) ont l'aspect de longues feuilles fines et souples. Ils sont constitués d'enchainements de nombreux entrenœuds aplatis formant des rubans. Les bourgeons, situés aux bords des nœuds, sont alternes. Ils peuvent donner des fleurs mais aussi des feuilles fonctionnelles.
Les espèces du genre Phyllocladus, des conifères de la famille des Podocarpaceae ont deux types de rameaux : des rameaux longs portent des feuilles rudimentaires caduques à l'aisselle desquelles se développent de courts rameaux chlorophylliens plats, plus ou moins lobés, simulant un limbe foliaire. Ces cladodes portent des feuilles en écailles minuscules dans leurs échancrures.
Le « feuillage » des arbres de la famille des Casuarinacées, comme le filao (Casuarina equisetifolia), est formé de longues ramilles filiformes, segmentées, chlorophylliennes. Ces phylloclades portent des feuilles réduites à de minuscules écailles entourant chaque nœud.

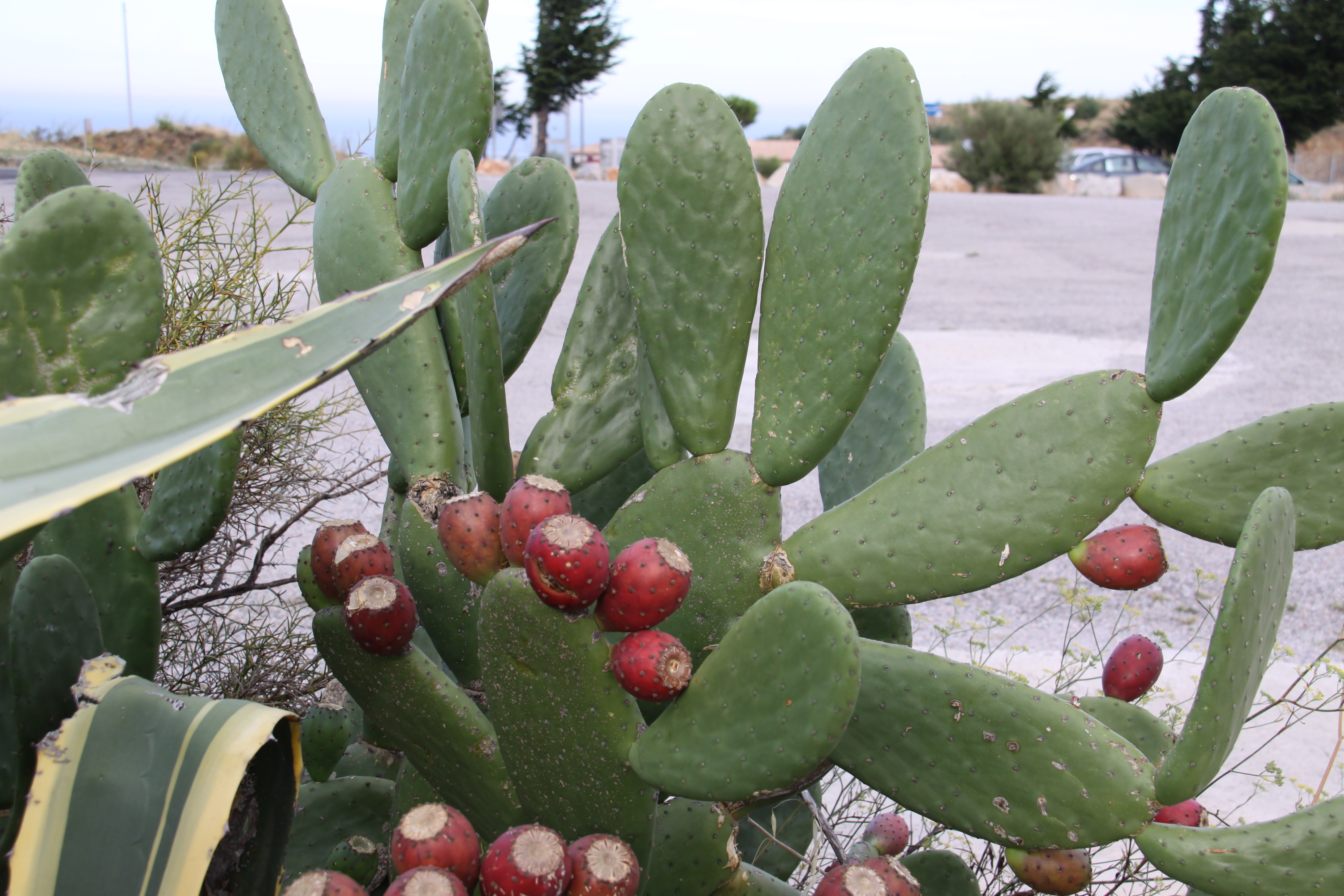
Figuier de Barbarie (Opuntia ficus-indica), phylloclades et fruits.
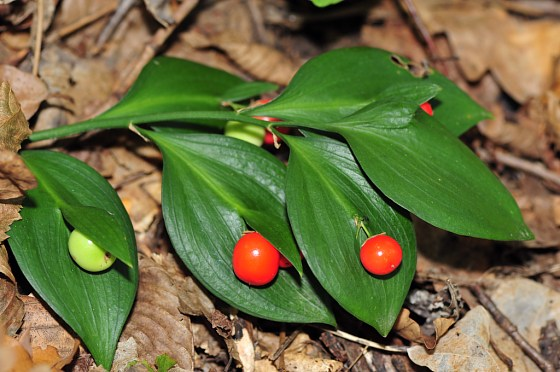
Ruscus hypoglossum, cladodes et fruits.
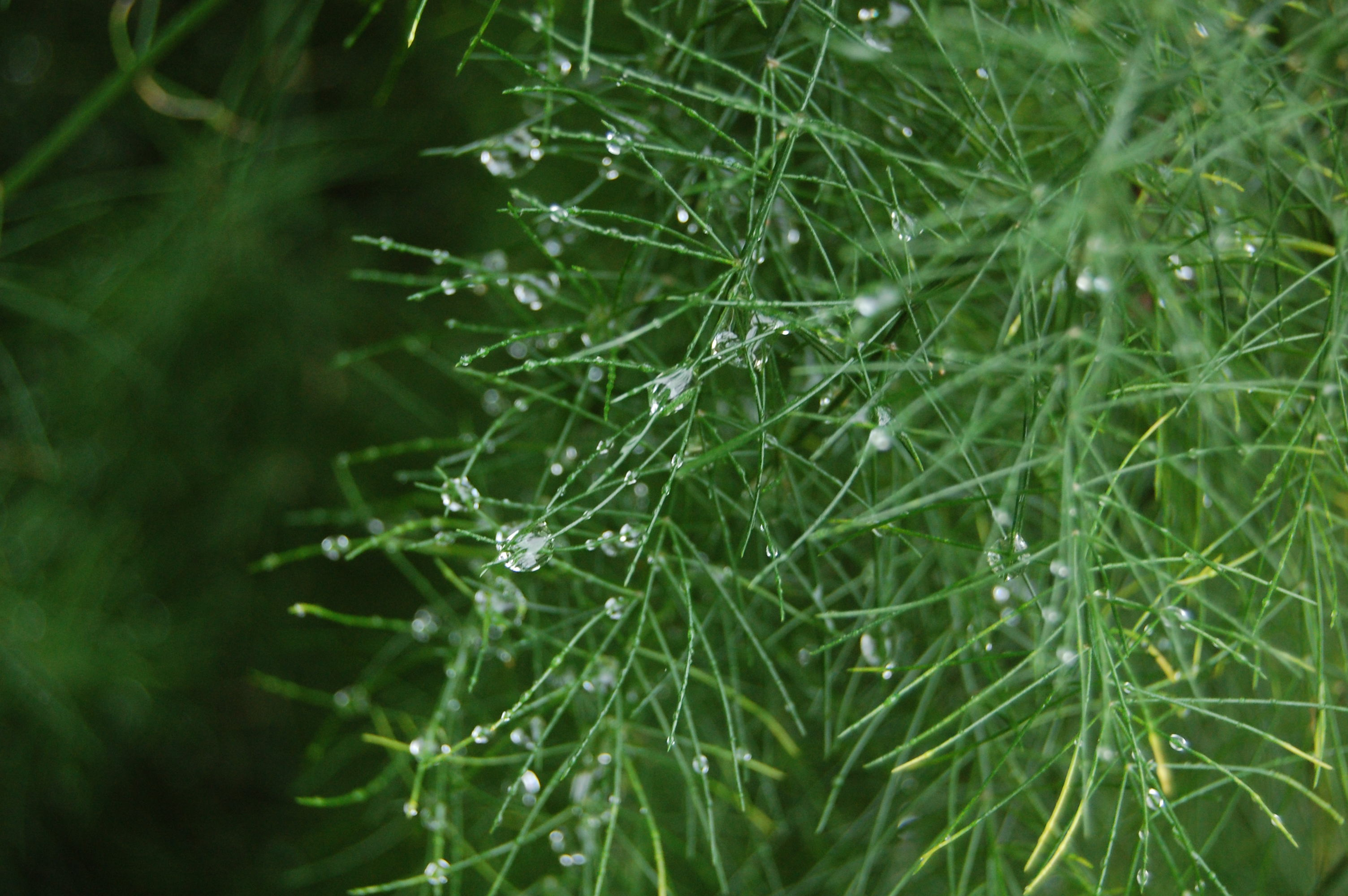
Asperge (Asparagus officinalis), cladodes aciculaires et fasciculés.
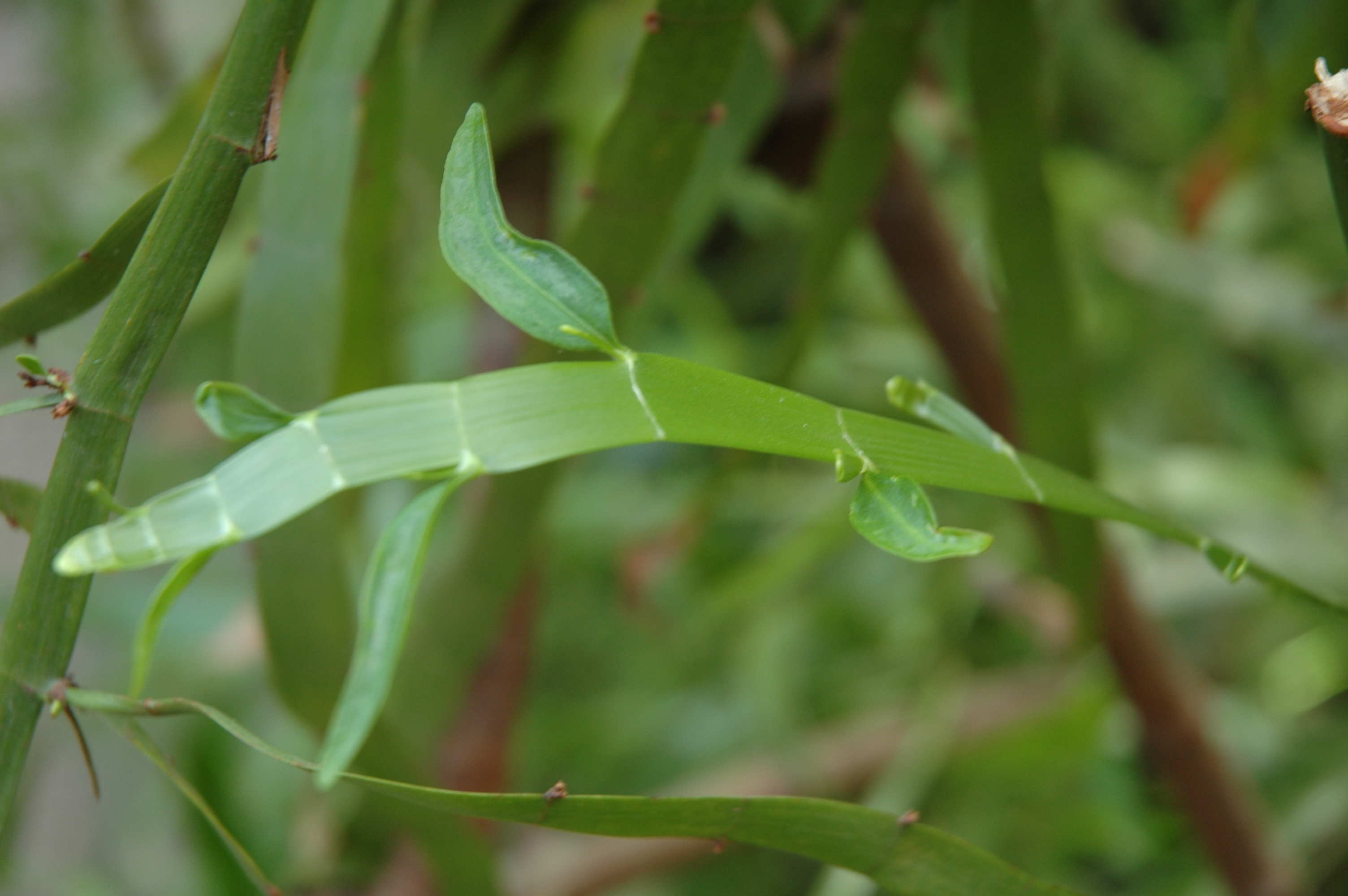
Homalocladium platycladum, phylloclades et feuilles.
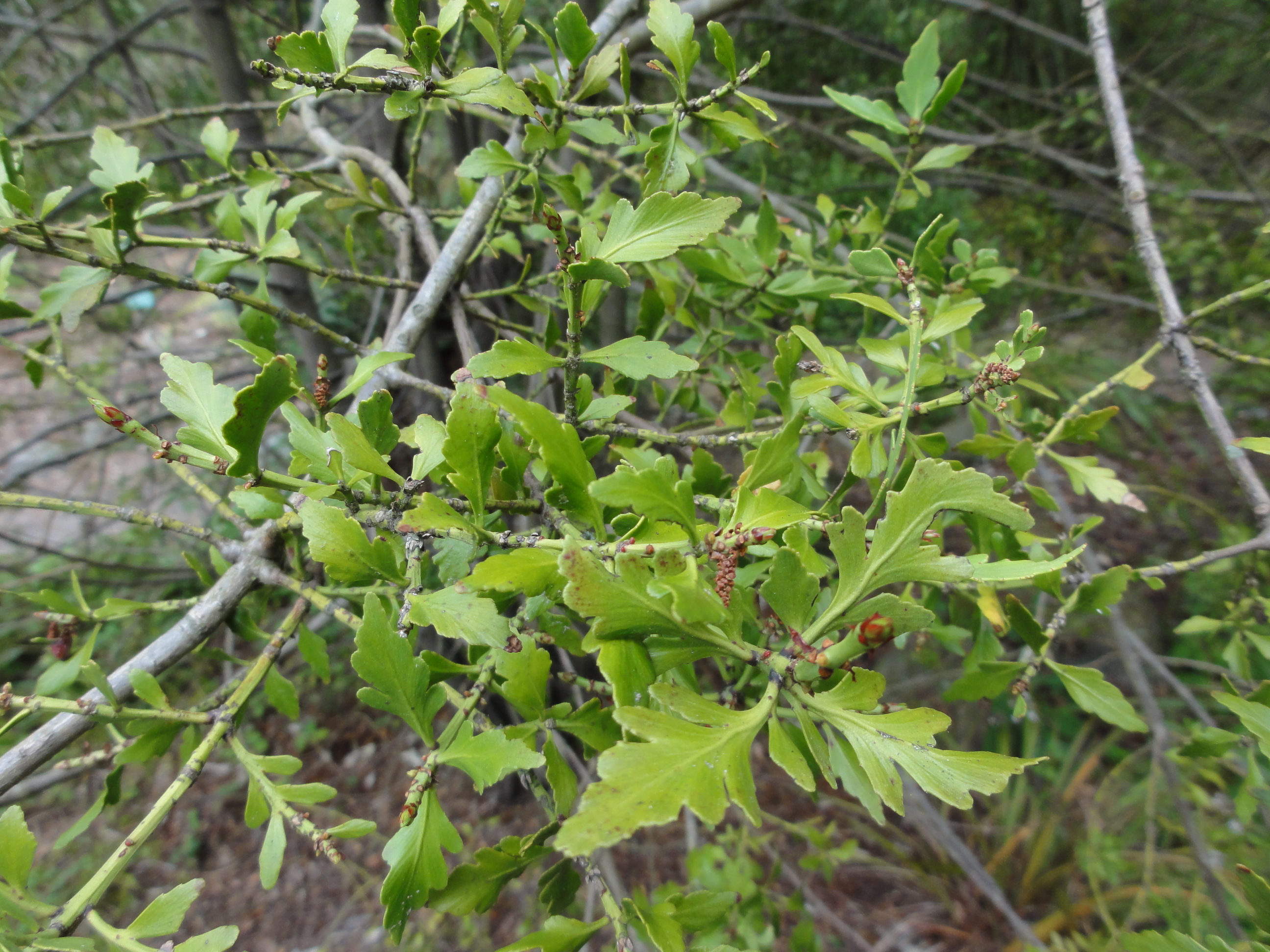
Phyllocladus alpinus, cladodes.
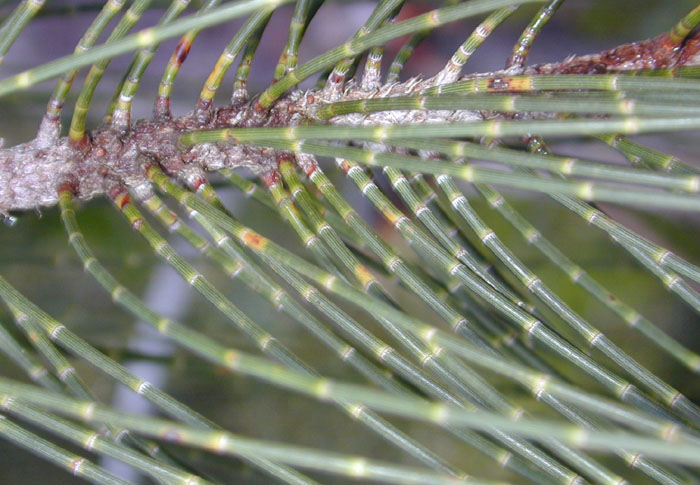
Filao (Casuarina equisetifolia), phylloclades.